# Arany- és Rózsakereszt Rendje

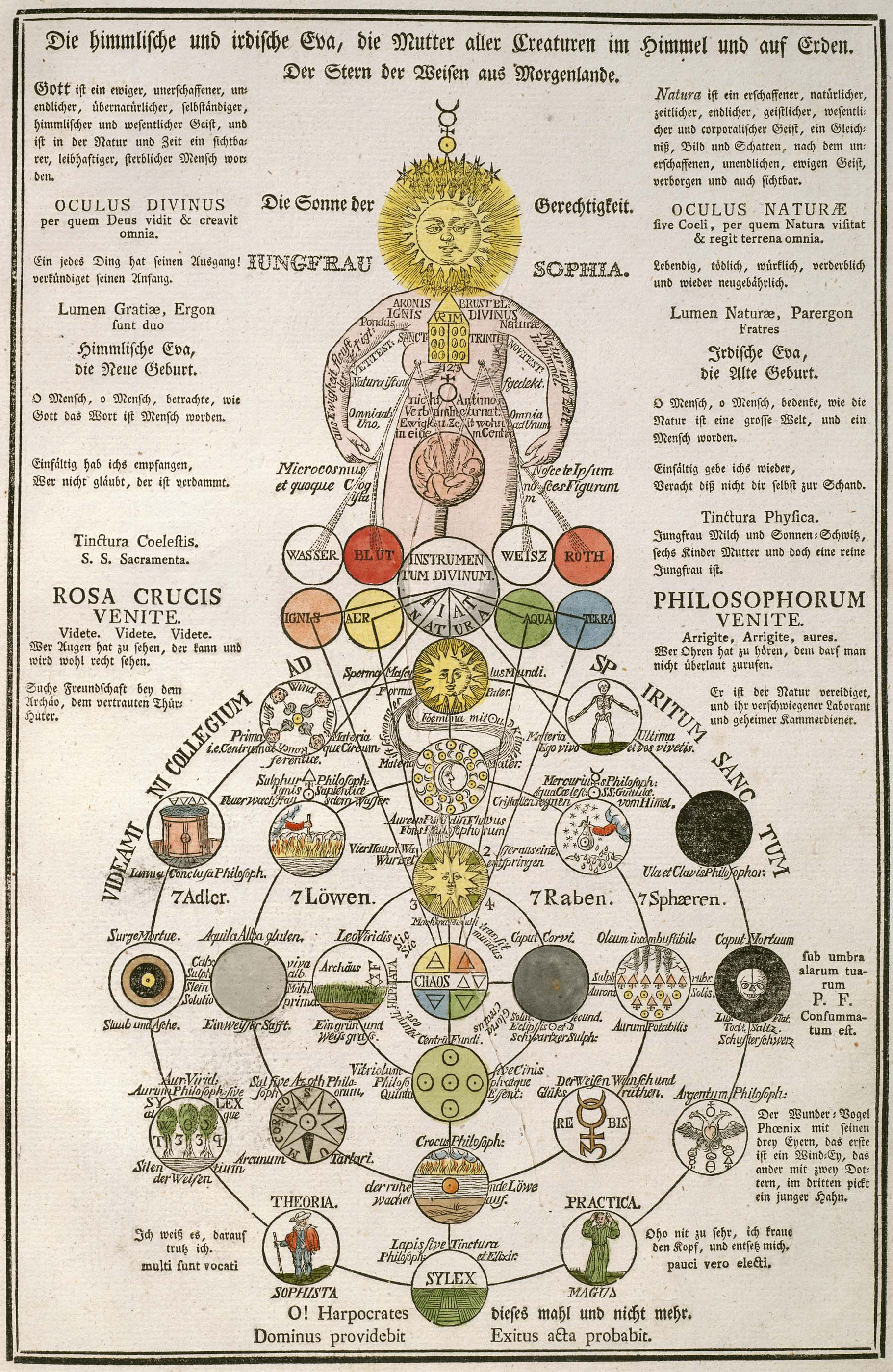
Sophia, Titkos rózsakeresztes ábrák a XVI. és XVII. századból, 1775

Az Arany- és Rózsakereszt Rendje (németül: Orden des Gold- und Rosenkreutz, ismert még Arany- és Rózsakereszt Testvériségeként is) német rózsakeresztes szervezet volt, melyet az 1750-es években Hermann Fictuld álnéven ismeretlen szabadkőművesek alapítottak. Csak "jó hírben álló", mester fokozatot elért szabadkőműves lehetett tagjelölt. A tanulmányok központi eleme az Alkímia volt.

## Történelem

### Alapítás
A Testvériséget az 1750-es években alapították, de bizonytalan, hogy ez pontosan mikor történt meg. Több dokumentum és könyv utal rá a XVIII. századtól kezdődően. Ralph Tegtmeier(en) (Frater U.D.) például úgy véli, hogy a rend alapgondolata 1710-ben született meg Sigmund Richter (Sincerus Renatus) "A Bölcsek Köve tökéletes és valóságos elkészítése az Arany- és Rózsakereszt Testvérisége titka alapján" című kiadványával.
A Rendnek az 1770-es évekre központjai működtek Berlinben, Hamburgban, Frankfurtban, Regensburgban, Münchenben, Bécsben, Prágában, Lengyelországban, Magyarországon, és Oroszországban.

### Új szertartásrend
1777-ben a Friedrich August von Braunschweig(de) herceg nagymester által vezetett "Zu den drei Weltkugeln" ("A három földgolyóhoz") nevű berlini szabadkőműves páholy új rítust vezetett be, az Arany- és Rózsakereszt régi rendszerét. A szertartáskönyv részben Michael Maier írásain, Heinrich Khunrath(en) Amphitheatrum sapientiae aeternae című művén és Georg von Welling(en) 1719-es Opus Mago-Cabalisticum-ján alapult és a Rend szellemes keletkezéstörténetét is tartalmazta Ádámtól kezdődően, Egyiptomon át az Esszénusokat, Salamont is beleértve. A rózsakeresztes fokozatok a három szabadkőművesre épültek rá és úgy tekintették, hogy az "igazi fényt" és az "elveszett Szót" csak a rózsakeresztesek birtokolhatják, az alapfokozatok csak a magasabb tudás előtanulmányai.

### Frigyes Vilmos alatt
A rendtag II. Frigyes Vilmos porosz király uralkodása (1786-97) alatt a Rend szellemisége a porosz államigazgatás legfelsőbb szintjeit uralta. A rendtag Johann Christoph von Wöllner kultuszminiszter, Hans Rudolf von Bischoffwerder pedig hadügyminiszter volt. 1788-ban ennek nyomán vallási és lelkiismereti szabadságot kimondó miniszteri (türelmi) rendeletet adtak ki Poroszországban. Frigyes Vilmos halála után azonban a szervezet lassan hanyatlásnak indult.

### Magyarországon
A németajkú, illetve német befolyás alatt lévő európai országokban főként a három fokozatú, az ún. "jános-rendi" szabadkőművesség terjedt el fokozatosan, bár nem kizárólagosan. I. Ferenc német-római császár ugyan 1731-ben az angliai szabadkőműves nagypáholy tagja, felavatott mester lett, de így is csak finoman tudta ellensúlyozni hitvese, az Habsburg uralkodónő, Mária Terézia Katolikus Egyházat előnyben részesítő politikáját. A tiltás és a megtűrés időszakai váltották egymást az anyakirálynő és fia, II. József uralkodása alatt. I. Ferenc konzervatív abszolutista restaurációja és a Martinovics Ignác-féle jakobinus-érzelmű összeesküvés nyomán minden szabadkőműves és más titkos szervezetet betiltottak a Habsburg Birodalomban.
A jános-rendi három alapfokozaton felüli, templomos és rózsakeresztes hagyományokra építő "magasabb fokozatok" Poroszország, illetve Lengyelország irányából terjedtek el Magyarországon, főként a felvidéki, erdélyi országrészekben (különösen Brassóban, Nagyszebenben, Pozsonyban és Eperjesen). Ezek nagyfokú függetlenségben működtek a szabadkőműves anyaszervezetektől. A páholy-munka főként német nyelven folyt.
Előbb a brassói Négy holdhoz, majd a nagyszebeni Szent András skót rítusú páholyok közvetlenül Berlinből kapták a megalakulásukhoz szükséges engedélyező okiratokat és csak rejtetten, alacsony intenzitással működtek, a későbbiekben pedig inkább ún. "lovagi szabadkőműves" irányzatot vettek fel Samuel von Brukenthal erdélyi kormányzó védnöksége alatt. Pozsonyban a Hallgatagsághoz páholy csak később, a korábbi bécsi páholy feloszlatása után, részben annak tagjaiból alakult meg az 1770-es évek elején.
Bécsben, az akkori birodalmi fővárosban - több fázisban - többféle alapítású páholy is működött. Az egyik prágai fennhatóság alatt működött és működésében kulcsszerepet játszott az erdélyi szász születésű Born Ignác, aki főmestere is volt azoknak. 1771-ben alakult a Reménységhez elnevezésű páholy, melyet a trencséni nemesi családból származó Kossela János Zsigmond vezetett és amely szervezetet 1775-ben közvetlenül a berlini nagypáholy oltalmába helyezte.
Egy bizonyos Bernhardi Izsák nevű lengyel menekült közbenjárására, August Fryderyk Moszyński, a lengyel Erényes szarmatához elnevezésű nagypáholy nagymestere engedélyével alakult meg 1769-ben Eperjesen az Erényes utazóhoz nevű magas fokozatú rózsakeresztes szervezet. Hazatávozása után a főmesteri címet Heinzeli (Hanzéli) Márton vette át, aki Pottornyay A. György földesúrnál volt nevelő. A földesúr girálti kastélyában alkímiai laboratóriumot is berendeztek. Ehhez a körhöz tartozott - mások mellett - Szolkovy József kereskedő, gróf Török József és fia gróf Török Lajos és maga Pottornyay a fiaival együtt. Ez a páholy nagyon aktív volt és pl. a besztercebányai szabadkőműves és a selmecbányai Erényes emberbarátok nevű rózsakeresztes páholy megalapításában is segédkezet nyújtottak. Ezek a páholyok a rózsakeresztes-alkímiai irányt részesítették előnyben és a szabadkőművességet mellékesnek tartották. Hanzéli barátjára Glosz Jakabra bízta a páholy vezetését, mely ezután gyors hanyatlásnak indult és 1783 körül meg is szűnt. Glosz teljesen az alkímiába temetkezett és végül csaknem ellenségévé vált a szabadkőművességnek.
Még az eperjesi páholy alapította meg az 1781. május 18-ától hivatalos lengyel eredetű alapítólevéllel és rózsakeresztes fokozatokkal működő miskolci Erényes világutazóhoz elnevezésű páholyt Török Lajos gróf vezetésével. Kazinczy Ferencet is sikerült megnyernie ügyüknek, akit 1784. január 16-án vettek fel páholyukba "Orpheus" rendi néven, melyet később írásműveiben is büszkén viselt.
Budapesten a Nagyszívűség néven az 1770-es évek elejétől létező páholy vezetését 1776-tól a korábbi eperjesi páholytag, Jeszenovszky kapitány vette át és a pomázi Wattay-birtokon rendeztek be alkímiai laboratóriumot. Nemeseken kívül csak orvosokat, gyógyszerészeket vettek fel soraikba az alkímiai praktikák miatt. A magyarországi rózsakeresztes körök rossz szemmel nézték az 1784-ben Magyarországon is terjedésnek indult bajor eredetű Illuminátus rendet, mely jól mutatja, hogy milyen eltérő érdekek és szándékok feszítették a kor szabadkőművességét és politikai életét.

## Fokozatok
| Fokozat | Megnevezés       |
| ------- | ---------------- |
| I.      | Juniorus         |
| II.     | Theoricus        |
| III.    | Practicus        |
| IV.     | Philosophus      |
| V.      | Adeptus Minor    |
| VI.     | Adeptus Major    |
| VII.    | Adeptus Exemptus |
| VIII.   | Magister         |
| IX.     | Magus            |

Hasonló fokozat-rendszert használ a Societas Rosicruciana in Anglia (SRIA), az Arany Hajnal Hermetikus Rendje és a A.M.O.R.C. is.

## Ismert tagjai
- II. Frigyes Vilmos porosz király[1]
- II. Szaniszló Ágost lengyel király (valószínűsíthetően)[9]
- Nyikolaj Ivanovics Novikov
- August Fryderyk Moszyński
- Georg Forster(en)[2]
- Johann Christoph von Wöllner(en)
- Ivan Lopukhin(en)
- Ivan Petrovics Turgenyev (1752-1807)
- Hans Rudolf von Bischoffwerder(de)

## Lásd még
- Der Orden der Gold- und Rosenkreuzer, németül
- Fény Hermetikus Testvérisége

## Fordítás
Ez a szócikk részben vagy egészben  az   Order of the Golden and Rosy Cross című angol Wikipédia-szócikk fordításán alapul.  Az eredeti cikk szerkesztőit annak laptörténete sorolja fel. Ez a jelzés csupán a megfogalmazás eredetét és a szerzői jogokat jelzi, nem szolgál a cikkben szereplő információk forrásmegjelöléseként.